# Christoph Gumpp der Jüngere
Christoph Gumpp der Jüngere (* 28. Mai 1600 in Innsbruck; † 2. März 1672 ebenda) war ein österreichischer Hoftischler und Hofbaumeister.
Gumpp war Sohn des Hoftischlers Christoph Gumpp († 1623). Gumpp der Jüngere wurde 1633 von Erzherzogin Claudia zum Hofbaumeister ernannt. Von ihm stammen unter anderem die Stiftskirche Wilten (1651–1655) und die Mariahilfkirche (1647) in Innsbruck, an der Planung und am Bau der Jesuitenkirche war er bereits als 27-Jähriger beteiligt. Weiters baute er 1629 ein Opernhaus auf dem Platz der heutigen Dogana (Kongreßhaus). Als Vertreter des Frühbarock baute Christoph eher streng, mit glatten Außenwänden und geraden Linien. Seine Bauten weisen noch teilweise Elemente der Renaissance auf. Sechs seiner Kinder waren ebenfalls Künstler, darunter Johann Martin Gumpp der Ältere und Johann Anton Gumpp. Das Wohnhaus der Familie Gumpp befindet sich in der heutigen Kiebachgasse 16 der Innsbrucker Altstadt an welchem eine Gedenktafel angebracht wurde und heute in 5. Generation der Familie Munding gehört und als Konditorei Kaffee betrieben wird.

## Belege
1. ↑  Wohnhaus der Familie Gumpp

| Personendaten    | Personendaten                                  |
| ---------------- | ---------------------------------------------- |
| NAME             | Gumpp, Christoph der Jüngere                   |
| KURZBESCHREIBUNG | österreichischer Hoftischler und Hofbaumeister |
| GEBURTSDATUM     | 28. Mai 1600                                   |
| GEBURTSORT       | Innsbruck                                      |
| STERBEDATUM      | 2. März 1672                                   |
| STERBEORT        | Innsbruck                                      |